# Paolo Stoppa
Paolo Stoppa (Rome, 16 juni 1906 – aldaar, 1 mei 1988) was een Italiaans acteur.
Paolo Stoppa debuteerde in 1927 als toneelacteur. Hij werd al snel een van de belangrijkste Italiaanse acteurs van zijn generatie. Vanaf 1932 speelde Stoppa mee in films. Hij werd vaak getypecast in schurkenrollen. Hij werkte dikwijls samen met regisseurs als Luchino Visconti en Vittorio De Sica. 

## Filmografie (selectie)
- 1941 - La corona di ferro (Alessandro Blasetti)
- 1949 - Il figlio di d'Artagnan (Riccardo Freda)
- 1949 - Fabiola (Alessandro Blasetti)
- 1950 - La Beauté du diable (René Clair)
- 1950 - Donne e briganti (Mario Soldati)
- 1951 - Miracolo a Milano (Vittorio De Sica)
- 1951 - Les Belles de nuit (René Clair)
- 1952 - Roma ore 11 (Giuseppe De Santis)
- 1952 - Le Petit Monde de don Camillo (Julien Duvivier)
- 1953 - Le Retour de don Camillo (Julien Duvivier)
- 1953 - Gli eroi della domenica (Mario Camerini)
- 1953 - La voce del silenzio (Georg Wilhelm Pabst)
- 1953 - Stazione Termini (Vittorio De Sica)
- 1953 - L'Ennemi public n° 1 (Henri Verneuil)
- 1954 - L'oro di Napoli (Vittorio De Sica)
- 1955 - La bella mugnaia (Mario Camerini)
- 1958 - La legge (Jules Dassin)
- 1960 - Era notte a Roma (Roberto Rossellini)
- 1960 - Rocco e i suoi fratelli (Luchino Visconti)
- 1960 - La giornata balorda (Mauro Bolognini)
- 1961 - La Menace (Gérard Oury)
- 1961 - Vanina Vanini (Roberto Rossellini)
- 1961 - Viva l'Italia! (Roberto Rossellini)
- 1961 - Che gioia vivere (René Clément)
- 1961 - Il giudizio universale (Vittorio De Sica)
- 1963 - Il gattopardo (Luchino Visconti)
- 1964 - The Visit (Bernhard Wicki)
- 1964 - Becket (Peter Glenville)
- 1964 - Behold a Pale Horse (Fred Zinnemann)
- 1966 - Caccia alla volpe (Vittorio De Sica)
- 1968 - Once Upon a Time in the West (Sergio Leone)
- 1974 - Les bidasses s'en vont en guerre (Claude Zidi)
- 1977 - Casotto (Sergio Citti)
- 1981 - Il marchese del Grillo (Mario Monicelli)
- 1982 - Amici miei II (Mario Monicelli)

## Prijzen en nominaties

### Prijzen
- Nastro d'argento voor beste acteur in een bijrol
  - 1955 - L'oro di Napoli
  - 1982 - Il marchese del Grillo
- 1952 - Nastro d'argento speciale : voor zijn hele carrière

### Nominaties
- Premi David di Donatello voor beste mannelijke bijrol 
  - 1982 - Il marchese del Grillo
  - 1983 - Amici miei II
- Nastro d'argento voor beste acteur in een bijrol
  - 1961 - Rocco e i suoi fratelli